# Бісмак Бійомбо
Бісмак Бійомбо Сумба (фр. Bismack Biyombo Sumba, нар. 18 серпня 1992 року) – конголезький професійний баскетболіст, виступає за Фінікс Санз з Національної баскетбольної асоціації (НБА). Він був обраний під 7-м загальним піком на драфті НБА 2011 року «Сакраменто Кінгз», та згодом був обміняний до Шарлотт Бобкетс (нині Шарлотт Горнетс).

## Ранні роки
Бісмак народився в Лубумбаші, ДР Конго, від батьків Франсуа і Франсуази Бійомбо разом із трьома братами Біллі, Біскою та Бікімом та трьома сестрами Бімелін, Бікелен та Бімела. Його побачив тренер Маріо Пальма у віці 16 років на юнацькому турнірі в Ємені. Його гра вразила Пальму і дала йому можливість тренуватися в Іспанії.
Бійомбо розпочав сезон 2009–10 з командою Фуенлабрада-Хетафе Мадрид в четвертій лізі Іспанії, перш ніж перейти до Ільєскаса зі третьої ліги. Він також розпочав сезон 2010-11 з Ільєскасом, перш ніж перейти до  команди Фуенлабрада з ліги ACB у січні 2011 року.

## Професійна кар'єра

### Фуенлабрада (2011)
Бійомбо дебютував в чемпіонаті з Фуенлабрадою проти "Ховентуда" 9 січня 2011 року, записавши 5 очок і 7 підбирань за трохи більше ніж 13 хвилин гри. У незначній поразці Фуенлабради від "Реала" він набрав 6 очок і 3 блок-шоти, один з них проти колишнього MVP Іспанської ліги та гравця збірної Іспанії Феліпе Реєса.
На змаганнях Nike Hoops Summit 2011 Бійомбо взяв участь у складі World Select Team (проти команди USA Select) і записав трипл-дабл з 12 очок, 11 підбирань та 10 блоків. Це був перший зафіксований трипл-дабл в історії змагань.

### Шарлотт Бобкетс / Горнетс (2011–2015)
Бійомбо був обраний під 7-м загальним номером "Сакраменто Кінгз" на драфті НБА 2011 року, але пізніше його права були передані "Шарлотт Бобкетс" у ту ж ніч. 19 грудня 2011 року Бійомбо підписав багаторічну угоду з "Рисями". Після того, як за перші два сезони з "Шарлотт" він набирав в середньому по 5 очок за гру, хвилини Бійомбо та подальша продуктивність різко впали в сезоні 2013–14, коли він потрапив у немилість до тренера Стіва Кліффорда, і за 13,9 хвилини за гру він збирав лише 2,9 очка.
Хоча його продуктивність в обороні та підбираннях впала в сезоні 2013-14, Бійомбо розпочав сезон 2014-15 у набагато кращій формі, незважаючи на те, що пропустив сім з перших восьми ігор сезону, в основному через придбання Джейсона Максілла в міжсезоння 2014 року. Через травму основного центрового Ела Джефферсона наприкінці грудня Бійомбо потрапив у стартовий склад. 30 червня 2015 року «Шершні» вирішили не продовжувати контракт Бійомбо, зробивши його необмежено вільним агентом.

### Торонто Репторз (2015–2016)
18 липня 2015 року Бійомбо підписав дворічний контракт із "Торонто Репторз" на 5,7 мільйона доларів. 1 серпня 2015 року він виступав за команду Африки на виставковій грі НБА Африка 2015 року. Він дебютував за "Репторз" у відкритті сезону команди проти "Індіани Пейсерс" 28 жовтня, записавши 7 очок і 5 підбирань при перемозі 106-99. Бійомбо виходив у старті у 18 матчах поспіль з середини листопада до кінця грудня, коли Йонас Валанчюнас відновлювався після перелому руки. 17 грудня він зібрав 8 очок, і найбільші в кар'єрі 18 підбирань та 7 блоків, програвши "Шарлотт Горнетс". Через п’ять днів він забив 9 очок і назбирав найбільші в кар'єрі 20-ти підбирань у перемозі 103–99 над "Даллас Маверікс". 30 грудня Бійомбо повернувся до лави запасних. Він повернувся до стартового складу в середині березня, коли Валанчюнас знову був травмований. 17 березня 2016 року Бійомбо набрав найбільші в кар'єрі 16 очок та встановив рекорд франшизи з 25 підбираннями, привівши "Репторз" до перемоги над "Індіаною Пейсерс" в овертаймі 101–94. 30 березня він здобув 7 очок і 6 підбирань у перемозі над "Атлантою Гокс" 105-97, що допомогло "Рапторам" вперше в історії франшизи провести сезон з 50-ма перемогами.
"Репторс" завершили регулярний сезон на другому місці у Східній конференції з результатом 56-26. У першому раунді плей-офф "Репторз" зіткнулись із сьомим номером посіву "Індіаною Пейсерс", і в перемозі у 5-й грі серії, 26 квітня, Бійомбо записав 10 очок і 16 підбирань зі лави запасних, щоб допомогти "Рапторам" повести в серії 3–2. "Репторз" виграли серію з рахунком 4-3, перейшовши до другого раунду, де вони зіткнулися з "Маямі Гіт". У 7-й грі серії Бійомбо записав 17 очок і 16 підбирань зі старту в перемозі 116-89, допомігши "Рапторам" вперше в історії франшизи вийти у фінал конференції. У грі 3 фіналу конференції проти «Клівленд Кавальєрс» Бійомбо встановив рекорд плей-офф "Торонто" з 26 підбирань, допомагаючи «Репторз» скоротити відставання від «Кавальєрс» у серії 2–1. "Раптори" програли серію в шести іграх.
Після відмови від опції гравця на 2,9 мільйона доларів у сезоні 2016–17 років, Бійомбо став необмеженим вільним агентом 7 червня 2016 року. Пізніше він заявив, що бажає перепідписати контракт із "Торонто", але після перепідписання ДеМара Дерозана "Репторз" не мав місця для зарплати, щоб це стало можливим.

### Орландо Меджик (2016–2018)
7 липня 2016 року Біємбо підписав чотирирічний контракт із "Орландо Меджик" на 72 мільйони доларів. Після перевищення явної межі фолів під час плей-офф 2016 року, Бійомбо був змушений відбути дискваліфікацію на одну гру за санкцією НБА, щоб розпочати сезон 2016–17. Він дебютував за "Меджик" у другій грі в сезоні команди 28 жовтня, набравши 2 очки за трохи менше ніж 23 хвилини, програвши "Детройт Пістонс" 108–82. 16 січня 2017 року він набрав найбільші в сезоні 15 очок проти «Денвер Наггетс». Він повторив цей результат 11 лютого, набравши 15 очок проти "Даллас Маверікс". 5 березня він зібрав найбільші в сезоні 15 підборів проти "Вашингтон Візардс". 1 січня 2018 року Бійомбо записав найбільші в сезоні 13 очок і 17 підбирань, програвши Бруклін Нетс 98–95. 12 січня 2018 року він набрав найбільше в кар'єрі 21 очко, програвши "Вашингтон Візардс" 125–119. 4 квітня 2018 року він мав 12 очок, 12 підбирань та "кар'єр-хай" у 5 передач в перемозі над «Даллас Маверікс» 105–100.

### Повернення до Шарлотт (2018–2021)
7 липня 2018 року Бійомбо було обміняно назад до "Шарлотт Горнетс" за тристоронньою угодою. 5 січня 2019 року він набрав найбільші в сезоні 16 очок, програвши "Денвер Наггетс" 123-110.

## Статистика

### НБА

#### Регулярний сезон
| Сезон   | Команда | GP  | GS  | MPG  | FG%  | 3P%  | FT%  | RPG | APG | SPG | BPG | PPG |
| ------- | ------- | --- | --- | ---- | ---- | ---- | ---- | --- | --- | --- | --- | --- |
| 2011–12 | Шарлотт | 63  | 41  | 23.1 | .464 | .000 | .483 | 5.8 | .4  | .3  | 1.8 | 5.2 |
| 2012–13 | Шарлотт | 80  | 65  | 27.3 | .451 | .000 | .521 | 7.3 | .4  | .4  | 1.8 | 4.8 |
| 2013–14 | Шарлотт | 77  | 9   | 13.9 | .611 | .000 | .517 | 4.8 | .1  | .1  | 1.1 | 2.9 |
| 2014–15 | Шарлотт | 64  | 21  | 19.4 | .543 | .000 | .583 | 6.4 | .3  | .3  | 1.5 | 4.8 |
| 2015–16 | Торонто | 82  | 22  | 22.0 | .542 | .000 | .628 | 8.0 | .4  | .2  | 1.6 | 5.5 |
| 2016–17 | Орландо | 81  | 27  | 22.1 | .526 | .000 | .534 | 7.0 | .9  | .3  | 1.1 | 6.0 |
| 2017–18 | Орландо | 82  | 25  | 18.2 | .520 | .000 | .534 | 5.7 | .8  | .3  | 1.2 | 5.7 |
| 2018–19 | Шарлотт | 54  | 32  | 14.5 | .571 | -    | .637 | 4.6 | .6  | .2  | .8  | 4.4 |
| 2019–20 | Шарлотт | 53  | 29  | 19.4 | .543 | -    | .603 | 5.8 | .9  | .2  | .9  | 7.4 |
| 2020–21 | Шарлотт | 66  | 36  | 20.4 | .587 | .000 | .448 | 5.3 | 1.2 | .3  | 1.1 | 5.0 |
| Кар'єра | Кар'єра | 702 | 307 | 20.2 | .527 | .000 | .566 | 6.1 | .6  | .3  | 1.3 | 5.1 |

#### Плей-офф
| Сезон   | Команда | GP | GS | MPG  | FG%  | 3P%  | FT%  | RPG | APG | SPG | BPG | PPG |
| ------- | ------- | -- | -- | ---- | ---- | ---- | ---- | --- | --- | --- | --- | --- |
| 2014    | Шарлотт | 3  | 1  | 16.0 | .600 | .000 | .333 | 3.7 | .3  | .0  | .7  | 2.7 |
| 2016    | Торонто | 20 | 10 | 25.3 | .580 | .000 | .597 | 9.4 | .4  | .4  | 1.4 | 6.2 |
| Кар'єра | Кар'єра | 23 | 11 | 24.0 | .581 | .000 | .577 | 8.6 | .4  | .2  | 1.3 | 5.7 |